# متلازمة الحمى الدورية
متلازمات الحمى الدورية (بالإنجليزية: periodic fever syndromes)‏ أو المتلازمات الالتهابية الذاتية (بالإنجليزية: autoinflammatory syndromes)‏ أو الأمراض الالتهابية الذاتية (بالإنجليزية: autoinflammatory diseases)‏ هي مجموعة من الأمراض التي تمتاز بنوبات متكررة من الالتهاب الذي يصيب الجسم كله أو يصيب عضوا معينا. بخلاف أمراض المناعة الذاتية مثل الذئبة الحمراء التي تحدث بسبب خلال في الجهاز المناعي التكيفي، فإن جسم المريض المصاب بمرض التهابي ذاتي لا ينتج أضداد ذاتية مناعية أو خلايا بائية أو تائية. بدلا عن ذلك، فالأمراض الالتهابية الذاتية تمتاز بأخطاء في المناعة الطبيعية.

## الأعراض
هنالك أنواع مختلفة من المتلازمات تميل للتسبب بنوبات حمى وآلام المفاصل وطفح جلدي وألم بطني يؤدي إلى مضاعفات مزمن مثل الداء النشواني.

## الأسباب
أغلب الأمراض الالتهابية الذاتية هي أمراض وراثية وتظهر في فترة الطفولة. وتعد حمى البحر الأبيض المتوسط أكثر المتلازمات الالتهابية الذاتية الوراثية شيوعا والتي تسبب نوبات قصيرة من الحمى وألم بطني والتهاب المصلية وتستمر أقل من 72 ساعة. تحدث هذه المتلازمة بسب طفرة في مورثة MEFV التي تشفر للبروتين بايرين.
يوجد بروتين البايرين بشكل طبيعي في الجسيمات الالتهابية. يعتقد أن البروتين الذي يتعرض لطفرة وراثية سيتسبب بتفعيل غير مناسب للإنفلاماسوم مما يؤدي إلى إطلاق نوع من السيتوكين المحدث للالتهاب هو إنترلوكين 1 بيتا. أغلب الأمراض الالتهابية الذاتية الأخرى يعود سببا إلى الإطلاق غير المناسب لإنترلوكين 1 بيتا، لذلك فقد أصبح إنترلوكين 1 بيتا هو الهدف العلاجي وأن أدوية مثل ريلوناسيبت وآناكينرا وكاناكينوماب طورت لعلاج الأمراض المناعية الذاتية.
رغم ذلك، فإن هنالك عددا من الأمراض المناعية الذاتية لا يعرف سببا الوراثي مثل متلازمة بفابا والتي تعد أكثر الأمراض المناعية الذاتية ظهورا بين الأطفال وتمتاز بنوبات من الحمى والقرحة الفموية والتهاب البلعوم والتهاب الغدد. وتضم الأمراض الأخرى التي لا يعرف لها سبب وراثي داء ستيل البادئ في البالغين والالتهاب المفصلي اليفعي الجهازي مجهول السبب ومتلازمة شنيتزلر والتهاب العظم والنقي متعدد البؤر الناكس المزمن. يبدو أن هذه الأمراض متعددة الأسباب، ويبدو أن هنالك أسبابا وراثية تجعل الناس معرضين للإصابة بهذه الأمراض لكن الحالة تحتاج إلى عوامل بيئية لكي تستهدف المرض.

## الأمثلة
| الاسم | الوراثة المندلية البشرية عبر الإنترنت | المورثة     |
| --- | ------------------------------------- | ----------- |
| حمى البحر الأبيض المتوسط (FMF)                                                                                            | 249100                                | MEFV        |
| فرط الغلوبولين المناعي د مع الحمى الراجعة (HIDS). هذا المرض حاليا (مع بيلة حمض الميلافونيك) يعرف بأنه عوز ميلافونات كيناز | 260920                                | MVK         |
| المتلازمة الدورية المرتبطة بمستقبل عامل نخر الورم (TRAPS)                                                                 | 142680                                | TNFRSF1A    |
| متلازمة دورية المرتبطة بكرايوبايرين: متلازمة ماكل - ويلز                                                                  | 191900                                | كرايوبايرين |
| متلازمة دورية المرتبطة بكرايوبايرين: شرى البرد العائلي                                                                    | 120100                                | كرايوبايرين |
| متلازمة دورية المرتبطة بكرايوبايرين: الداء الالتهابي متعدد الأجهزة وليدي البدء (NOMID)                                    | 607115                                | كرايوبايرين |
| متلازمة بفابا (حمى دورية وقرحة فموية والتهاب البلعوم والتهاب الغدة)                                                       | لا يوجد                               | ?           |
| متلازمة بلاو | 186580                                | NOD2        |
| متلازمة بابا (التهاب مفاصل متقيح وتقيح الجلد الغنغريني وحب الشباب)                                                        | 604416                                | PSTPIP1     |
| عوز ضادة مستقبل إنترلوكين 1 (DIRA)                                                                                        | 612852                                | IL1RN       |